# 반석평
반석평(潘碩枰, 1472년 ~ 1540년 6월 24일)은 조선의 문신이다. 본관은 광주(光州). 자는 공문(公文), 호는 송애(松厓)이다. 1507년(중종 2년) 문과에 급제하여 충청도관찰사, 공조판서, 한성부판윤, 형조판서 등을 역임하였다. 시호는 장절(壯節)이다.

## 생애
1504년(연산군 10년) 생원시에 합격하고, 1507년(중종 2) 식년 문과에 병과로 급제하여, 예문관검열(藝文館檢閱)이 되었다.
1516년 안당(安塘)의 추천으로 종5품 경흥 부사(慶興府使)가 되었다.
1522년 만포진첨절제사(滿浦鎭僉節制使)를 거쳐 함경남도병마절도사가 되었다. 1524년 군기를 살피지 않고 도로 사정을 잘못 보고했다는 이유로 탄핵받아 파직되었다가 다시 병조 참의(兵曹參議)에 임명되었다.
1527년 함경북도병마절도사, 1530년에 경연특진관(經筵特進官)과 충청도관찰사를 역임하였다.
1531년 성절사(聖節使)로 명나라에 다녀온 뒤 예조 참판을 거쳐 1532년 전라도 관찰사(全羅道觀察使), 1533년 평안도 관찰사를 역임하였다.
1536년(중종 31년) 공조판서가 되었다. 1539년 동지중추부사, 형조참판, 한성부판윤을 거쳐 형조 판서가 되었다.
1540년 지중추부사(知中樞府事)가 되어 졸(卒)하자 왕은 “근래 재상들이 잇따라 서거하니 매우 경악스럽다. 반석평은 일찍이 육경(六卿)을 역임했으니 특별히 부의(賻儀)를 보내야 한다. 전례를 조사하여 서계하라.” 하였다. 시호는 장절(壯節)이다.

## 기타
- 조선시대 조선 팔도 감사(觀察使)를 모두 역임한 인물이 단 2명이 존재하는데, 함부림과 반석평이다.[15]
- 반석평의 15대손은 유엔 사무총장 반기문이다.